# Leon Jackson
Leon Jackson (né le 30 décembre 1988) est un chanteur écossais de Whitburn révélé en 2007 par la 4e édition de l'émission britannique The X Factor.
Son premier album Right Now est sorti le 21 octobre 2008.